# Martin-Luther-Kirche (Winzingen)
Die Martin-Luther-Kirche ist ein Kirchengebäude in Neustadt an der Weinstraße. Sie steht unter Denkmalschutz. Die Martin-Luther-Kirchengemeinde gehört zum Dekanat Neustadt an der Weinstraße der Evangelischen Kirche der Pfalz.

## Lage
Die Kirche befindet sich im Stadtviertel Winzingen, das bis 1892 eine selbständige Gemeinde war, in der Martin-Luther-Straße.

## Geschichte
Der Beschluss zum Bau der Kirche wurde 1955 gefasst. Sie wurde im Zeitraum von 1963 bis 1965 errichtet und löste bei ihrer Einweihung am 14. März 1965 die Alte Winzinger Kirche ab, die seither vor allem für kulturelle Veranstaltungen genutzt wird.

## Architektur
Bei der Kirche handelt es sich um einen kubischen Stahlbetonbau mit einem Zeltdach, das mit einem lateinischen Kreuz bekrönt ist. Sie wurde vom Architekten Hansgeorg Fiebiger aus Kaiserslautern entworfen. Der mit einem Pyramidaldach und einem Posaunenengel auf der Spitze abgeschlossene Campanile aus Betonfertigteilen wurde 1971 errichtet. Als Schallöffnungen und zur Belichtung des Turms dienen jeweils elf horizontalen Schlitze an allen vier Wänden des Turms.
Die Flachreliefs des viergliedrigen Bronzeportals, geschaffen von dem Bildhauer Herbert Stern (1918–1998), zeigen Szenen aus dem Leben Jesu, von der Verkündigung an die Hirten bis zur Transfiguration.